# Усаклы (Пермский край)
Усаклы — деревня в Бардымском районе Пермского края. Входит в состав Сарашевского сельского поселения.
По результатам переписи 2010 года численность населения составила 3 человека, в том числе 2 мужчины и 1 женщина.
В 2005 году численность населения тоже составляла 3 человека.
Находится примерно в 17 км к юго-востоку от центра села Барда.